# Panafricanismo en España
El movimiento panafricanista en España ha surgido a partir de varios proyectos afrocéntricos o panafricanistas como el Frente Organizado de Juventudes Africanas (FOJA) o el Movimiento Panteras Negras.
Fue influenciado por los disturbios de Los Ángeles en 1992, las ideas del black power, la proyección de la película Malcolm X, el nacimiento del hip hop y los asesinatos racistas como el de Lucrecia Pérez. Los profesores Antumi Toasijé, Justo Bolekia Boleká, Mbuyi Kabunda Badi y Eugenio Nkogo Ondo representan la vertiente académica del movimiento en España.

## Historia de la población africana en España
Desde la prehistoria existe población de origen africano en España. En el inicio de la paleoantropología como ciencia, el estudio de los restos fósiles pretendía adscribirlos a los tipos raciales que en ese momento se consideraban, identificando como un precedente de la raza negra a algunos de ellos, como el denominado Hombre de Grimaldi; aunque la moderna paleoantropología no considera que puedan establecerse en tales restos una diferenciación poblacional de tipo racial. A pesar de ello, los autores identificados con el panafricanismo proponen la africanidad de España con argumentos de ese tipo.
A medida que las relaciones con África negra fueron históricamente más o menos intensas, la presencia de población negra fue dejando testimonios verificables, sobre todo la Edad Media y la Edad Moderna (será el caso de personajes históricos como Juan Latino o Juan de Pareja). Sin embargo no es hasta finales del siglo XIX que la población africana en las diásporas adquiere conciencia de unidad. En España esta toma de conciencia es tardía, principalmente a partir de los años 80 y 90 del siglo XX, en parte debido a la dispersión de la población africana por el territorio nacional.

### Movimiento panafricanista
El movimiento panafricanista en España surgió durante el franquismo a partir de varios proyectos, experiencias y procesos vinculados al Movimiento Free Mandela que a su vez había sido inspirado por el trabajo de los movimientos políticos por la liberación y democracia africana y ecuatoguineana en concreto como URNGE, ARND, FRELIFEP, PP o MOLIFUGE desde 1968.
A la muerte de Franco, el movimiento panafricanista más fuerte era el MPAIC de Antonio Cubillo: los negros más conocidos eran artistas como Antonio Machín, Nat King Cole, el campeón de mundial de boxeo José Legrá, las hermanas Jiménez que eran actrices de telenovelas o culebrón, intelectuales como Guillem de Fack, la escritora Raquel Ilonbé, María Nsué Angüe, Donato Ndongo-Bidyogo, etc. Poco a poco estos grupos van transformándose en organizaciones que participan e instrumentalizando el contexto cambiante de la Transición. Los negros crean organizaciones sociales y culturales, coros, asociaciones, clubes deportivos como Africa Sport creado por el congoleño Bazza o la asociación Riebapua en Barcelona 1977.
La efervescencia de la transición fue radicalizando a los negros cuyas vanguardias se vincularan ideológicamente a la reivindicación y lucha hegemónica en el panafricanismo del momento: la lucha contra el racismo, la liberación de Nelson Mandela, impulsada por Chris Hani y la conciencia negra de Steve Biko.
En esta línea se produce la creación en 1971 del Círculo Afro Español, organización de los negros de Derecha apoyada por Carrero Blanco. Por otro lado se creó en Barcelona Riebapua que surgirá del interés de negros como Elena Boriko, Asunción Molo, Plácida Maho e Irene Jamba de transmitir a sus hijos la cultura folklórica de sus países de origen. Ese mismo año se crea la Liga internacional de refugidados bubis por Weja Chicampo. MALEVA nació en 1978 del entorno ecuatoguineano-ndowé vinculado a la iglesia protestante, también Bia fang nacerá en Barcelona de la mano de Amaga Nguema, Abaga Ndong y Obam Mico.
En Madrid tras el golpe de libertad realizado con ayuda de Suárez y el rey Juan Carlos, Obiang realiza su primera visita a España en estas movilizaciones surge la Asociación cultural Bubi (la organización africana en activo más longeva). Después del mundial de fútbol y el golpe de Tejero el Movimiento que más radicalizó el movimiento negro fue FREE MANDELA, liderado por Winnie Mandela. Siendo un capítulo importante la campaña por la libertad del escritor Julius Moloise. En 1986 un grupo de estudiantes negros convocados por Maleva y su líder Marcelino Bondjale, al que se suma un sector minoritario de PSEUG (organización estudiantil universitaria ecuatoguineana) liderado por Jesús Ndong Abeso y Manuel Nzo además del sector intelectual más consciente de la lucha Antipartheid, encabezado por la escritora Raquel Ilombe quienes en respuesta al asesinato del poeta sudafricano, Benjamín Moloise por parte del régimen criminal de Pether Botha, convocarón una asamblea anti-apartheid en Bravo Murillo 221, despacho del abogado Narciso Djondjo Muadacucu y de MOLIFUGE.
En aquella asamblea se acordó entre otras cosas una acción contundente. Una semana después, por parte de este grupo de vanguardia revolucionario se asaltó la oficina de turismo del gobierno del apartheid en plena Gran Vía de Madrid. Esta heroica acción animó e inspiró a un sector de estudiantes africanos procedentes de movimientos políticos, sindicales o artistas y folclórico, al mismo tiempo puso en crisis y dividió el movimiento anti-apartheid español entre dos bandos, uno activista y otro moderado liderado por IEPALA. Lo que radicalizó el movimiento estudiantil negro, algunos de cuyos líderes fueron expulsados del Colegio Mayor Nuestra Señora de África (Universidad Complutense de Madrid), encarcelados y perdieron sus becas.
En este mismo clima de toma de conciencia con el auge de la ideas de Steve Biko, surgieran revistas como Bioko-Muni y África Negra. La conferencia del premio Nobel de literatura en Madrid Wole Soyinka impulsará las luchas por los derechos de los trabajadores inmigrantes encabezados por líderes como Reduane Asuik, Asociación de Inmigrantes Marroquíes en España (AEME), el sindicalista Lamin Sagne funda la Asociación de Inmigrantes Senegaleses (AISE), Florentino Ekomo la Asociación para la Mediación de los Problemas de los Africanos en España (AMPAE), surgirán revistas como África Negra que se editaba en Madrid y desde Barcelona Lucrecia y Nguema Emaga crean la revista Tam-Tam.
Producto de la evolución del comité de solidaridad con Bondjale, la impunidad del terrorismo nazi y a las políticas de racismo institucional contra la tercera generación atrajo al proceso político a las principales bandas o hermandades surgirá con fuerza el Partido Pantera Negra, quienes desde la Universidad Laboral y gracias a la fuerza cultural del hip-hop que llega a través de la revolución cultural negra desde EE. UU., surgirán entre las hermandades como Los Bra (Fermín T-7) Los Colours (Fuenlabrada), Simplemente Hermanos (Pablo Ovono), Radical Black Power (Madrid) West Side o MAN (Barcelona Obiang Nsang) Borikua y Frente Afro (Zaragoza)
Este fenómeno de las hermandades no eran nuevo sino que desde 1987 fueron evolucionando vertiginosamente producto de la introducción de las ideas del Omowale Malcolm X a través de la cultura hip-hop y por otro lado la impunidad del terrorismo nazi que en 1992 asesinó a Lucrecia Pérez y después a Guillem Agulló afrocéntricos o panafricanistas.
Esta evolución ideológica, doctrinal, madurez y compromiso de una nueva generación de jóvenes liderados Abuy Nfubea y Javier Siale, Andeme Tomy, Serafín Ondo y Enrique Okenve quienes tras la excarcelación de Mandela y los incidentes por el ataque terrorista nazi del restaurante africano "Bar de Manga" en Móstoles en junio de 1990, crean la sección española del Partido Pantera Negra y rápidamente se extendieron en ciudades como Barcelona, Alcala, Madrid, Valencia, Alicante, Zaragoza, Gijón, etc.
A partir del programa de 12 puntos abogaron por la lucha armada y la autodefensa frente al fascismo y aglutinaron en torno a sí los movimientos juveniles y estudiantiles afros más conscientes vinculados al Reggae/HipHop que se oponían a la mediación intercultural, al terrorismo de extrema derecha y a las macro ONG blancas de tutelaje. Su campaña principal fue El Negro de Bañolas así como una defensa encendida del médico haitiano y concejal socialista del PSC Dr. Alfons Arcelin.
Los Panteras Negras fueron la organización que más determinó e influyó el panafricanismo a todos los niveles: ayudando a formalizar un lenguaje y una disidencia, a organizar la rabia lo que creó cohesión y unidad temática desde la perspectiva del Poder Negro. Y de todas las generaciones panafricanistas la que pasó por Los Panteras Negras sigue siendo la que más ha continuado vinculado mayoritariamente, al panafricanismo después y eso es un salto importante a nivel histórico. Son muchos las personas que han surgido de Panteras Negras y han continuado militando en otros ámbitos de la comunidad y eso es fruto de un trabajo de resultados insólitos.

## Medios de información
A principios de los años noventa del siglo XX, diversas publicaciones tendrán una importancia crucial en la concienciación panafricanista en España. Irán configurando el carácter del movimiento panafricanista en España revistas como Tam-Tam y Gea. Posteriormente, a principios del XXI, surgen medios como Nsibidi, Culturas Africanas, Afrotown, la Voz de África Radio, Ewaiso, AEJGE, Wanafrica, etc. Vinculados en mayor o menor medida a estas publicaciones se destacan líderes y organizadores como Ras Babi Babiker, Remei Sipi, Ataye Mbenky, Edmundo Sepa, Irene Yamba influenciados mutuamente por intelectuales como Mbuyi Kabunda Badi, Antumi Toasijé, Donato Ndongo-Bidyogo, Celestino Okenve, Nkogo Ondo y Dj Moula.

### La Revista Nsibidi
En 2003 surge en el entorno de la Universidad de Baleares un movimiento intelectual vanguardista de carácter africano-centrado dirigido por el entonces estudiante Antumi Toasijé y otros intelectuales, que rescata a Cheikh Anta Diop se trata de la Asociación de Estudios Africanos y Panafricanismo que centra sus actividades en la publicación de la revista africano-centrada y panafricanista Nsibidi. El trabajo de Nsibidi será determinante para configurar, en torno al bicentenario de la revolución antiesclavista de Haití, un discurso opuesto al eurocentrismo.

## Congresos Panafricanistas en España
La reacción contra el racismo y la violencia neonazi llevará al II Congreso de los Panteras Negras del Estado Español en Alcalá de Henares de noviembre de 1995, a la opción del uso de la fuerza en defensa de la integridad física de los negros.
Las políticas de reparación y unidad como estrategias políticas son aprobadas en el IV Congreso de Unificación en Barcelona en 2000, que recupera los postulados del manifiesto de los 12 puntos y se ratifica en las tesis aprobadas en la Conferencia Internacional sobre Malcolm X de Alcalá de Henares de 1994. La lucha por una visibilidad del movimiento por las reparaciones se concreta a propuesta de FOJA durante el Primer Congreso de Estudiantes y Jóvenes Guineanos (AEJGE) de Barcelona 2001, donde se exige una reparación internacional por la esclavitud en África en general y Guinea Ecuatorial en particular.
Será en el contexto de la migración africana y el drama de las pateras lo que irá produciendo distintos procesos de madurez política, que a su vez armarán un movimiento a favor de las reparaciones. Así la participación de Abuy Nfubea en la Conferencia Mundial contra el Racismo (Durban, 2001) impulsarán el proceso del movimiento negro en España.
El brasileño Lío Nsumbi contribuyó para que el III encuentro de jóvenes panafricanista (Lavapiés 2001)[cita requerida] aprobara un plan de acción que se desarrollará en la V Conferencia de jóvenes panafricanista: Panafricanismo e inmigración (Almería, 2002). Ataye Mbenky coordinará desde Almería junto a otros líderes como Rufina Ovono y Koné Seydú el proceso de los encierros de inmigrantes en las iglesias de Almería, y serán también activos en los de Barcelona y Madrid.

### Primer Congreso Panafricanista en España
En dicha conferencia de Almería se recogen los postulados y propuestas de trabajo en defensa de la clase trabajadora africana que dará lugar a la consolidación de la Federación Panafricanista, que organizará el Primer Congreso Panafricanista en octubre de 2003 en el Colegio Nuestra Señora de África, con la presencia de Donato Ndongo y Mbuyi Kabunda Badi entre otros prominentes líderes e intelectuales. También en Barcelona, Edmundo Sepa, dentro de la campaña Otra África es Posible, del Foro Siglo Africano convoca una asamblea donde participan entre otros James Valencia, Horance Campbell y Mbuyi Kabunda.

### Segundo Congreso Panafricanista en España
El 2º Congreso Panafricano en España, celebrado en Madrid los días 1 a 4 de diciembre de 2005, con diseño científico de Antumi Toasijé, reunió un nutrido número de líderes, activistas e intelectuales negros como los ponentes: Mbuyi Kabunda Badi, Molefi Kete Asante, Ana Yenenga, Bertín Oke, Diop Olugbala, Bukhari Olatundji, Matala Oko, Celestino Okenve, Santos Villalba, Justo Bolekia Boleká, Marcelino Bondjale, Dogad Dogui, Catalina Mikwé, Motea Bela, Tcham Bissá, Laura Victoria Valencia, etc. Sus conclusiones unidas a sus reivindicaciones pretenden fortalecer el papel de Durban 2001 y situar las reparaciones en la centralidad de la estrategia política del movimiento panafricanista en España.

### Proposición no de Ley sobre Memoria de la esclavitud, reconocimiento y apoyo a la comunidad negra, africana y de afrodescendientes en España (PNL)
La Proposición no de Ley sobre Memoria de la esclavitud, reconocimiento y apoyo a la comunidad negra, africana y de afrodescendientes en España conocida como PNL, aprobada por el Congreso Español el 19 de febrero de 2010, es el mayor logo legislativo de la población negra en España desde al abolición de la esclavitud. La PNL recoge parte de las principales peticiones de la comunidad negra en España entre las que se encuentra el reconocimiento "a la Comunidad negra, dado su notorio arraigo en España". Es una iniciativa panafricana que se articula a partir de las acciones de la masa asociativa: Federación Panafricanista, Fundación Vida Grupo Ecológico Verde, Asociación Panteras Negras, Alto Consejo de Comunidades Negras de España y los diseños intelectuales de Antumi Toasijé (Centro Panafricano y Centro de Estudios Panafricanos). La PNL será adoptada, por los partidos políticos, principalmente PP y PSOE, en gran medida debido al contexto de ascensión a la Presidencia de los EE. UU. de Barack Hussein Obama. Dichas peticiones surgen de un proceso en el que el lenguaje y la orientación ideológica establecidos con Nsibidi y las conclusiones del Segundo Congreso Panafricano se reelaborarán en 40 reivindicaciones tituladas “Proclama del Perdón por la Esclavitud y su Trata 1444–1888”. La PNL se considera un logro puesto que es un paso previo para una Ley Integral que pueda incluir medidas concretas de reconocimiento, visibilización y apoyo a la comunidad africana y africano-descendiente negra en España y también un paso en la línea de las reparaciones por los crímenes de la esclavitud y el colonialismo españoles.